# Пешан
Пеша́н (порт. Pechão) — район (фрегезия) в Португалии, входит в округ Фару. Является составной частью муниципалитета Ольян. По старому административному делению входил в провинцию Алгарве (регион). Входит в экономико-статистический субрегион Алгарве, который входит в Алгарве. Население составляет 3033 человека на 2001 год. Занимает площадь 20,31 км².